# N (Computerspiel)
N ist ein 2D-Jump-’n’-Run des kanadischen Entwicklerteams Metanet Software. Es ist über das Internet kostenfrei verfügbar und ausschließlich auf Englisch erhältlich. Das Plattformspiel orientiert sich laut den Entwicklern stark an Lode Runner.
Das Spiel basiert auf Flash und wurde in ActionScript geschrieben. Die aktuelle Version ist 2.0.

## Umfang
Das Spiel umfasst in der aktuellen Version 500 Level, die in 100 Episoden à 5 Level unterteilt sind. Anfangs sind nur die Episoden 00, 10 …, 80 und 90 verfügbar. Wird eine Episode erfolgreich abgeschlossen, so wird die nächste Episode freigeschaltet. Ziel des Spiels ist es, alle 100 Episoden zu meistern.
Eine Sonderstellung im Vergleich zu den anderen Episodenreihen nimmt die Reihe 8 mit den Episoden 80 bis 89 ein, da diese komplett aus von Spielern erstellten Karten besteht. Zusätzlich sind 157 von Spielern erstellte sogenannte Userlevel im Lieferumfang enthalten, die, unabhängig vom normalen Spielfortschritt, in einem Extra-Modus einzeln gespielt werden können.

## Ablauf
Man spielt einen Ninja. Ziel jedes einzelnen Levels ist es, den Ausgang zu erreichen, nachdem der entsprechende Öffner betätigt worden ist. Neben verschiedenen Gegnern, vorrangig Roboterdrohnen, Minen und Geschützen, stellt das verfügbare Zeitkontingent eine Schwierigkeit dar. Am Anfang einer Episode beläuft sich dieses auf 90 Sekunden. Sammelt man im Spiel Goldstücke ein, so verlängert sich die mögliche Spielzeit um jeweils 2 Sekunden.

## Ned

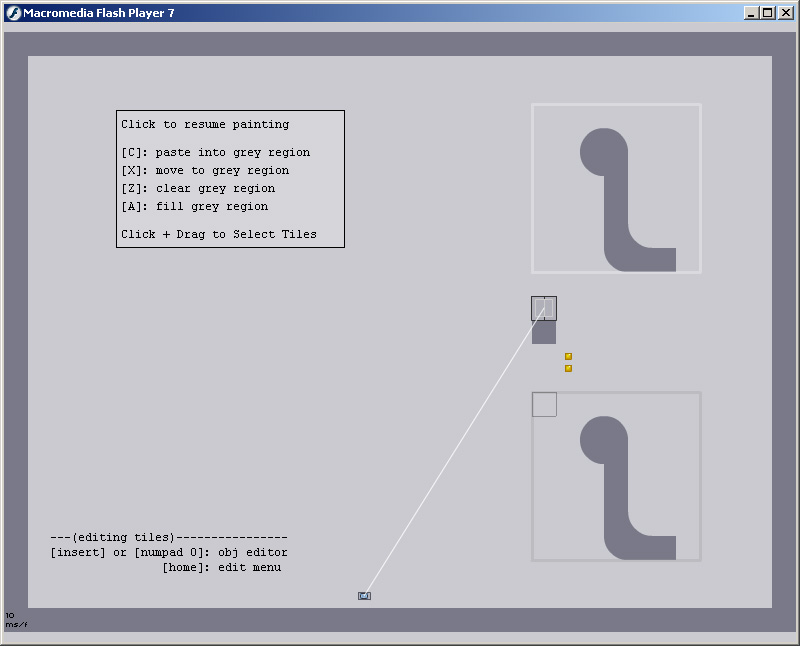
Ned

Ned (von N-Editor) ist der Level-Editor, der in N enthalten ist. Auch die in N integrierten Level der 100 Episoden wurden mit Ned erstellt. Ned verfügt außerdem über einen Debug-Modus, in dem die selbstgebauten Level getestet oder aus dem Internet heruntergeladene Level gespielt werden können.
Ein Level wird in Ned nicht als Datei gespeichert, sondern kann im Debug-Modus aus einem Textfeld herauskopiert werden. Der so verfügbare Code ist les- und veränderbar.

## Auszeichnungen
- Publikumspreis in der Kategorie „Web-basierte Spiele“ des Independent Games Festival 2005
- Publikumspreis in der Kategorie „Computerspiele“ des Slamdance Film Festival 2006

## Kritik
Der Hauptkritikpunkt an N ist die Simplizität. So gibt es nur je 8 verschiedene Gegner und Objekte. Der veralteten 2D-Grafik steht eine exzessive Belastung der Hardware gegenüber, die vor allem durch die Programmierumgebung (Flash und ActionScript) hervorgerufen wird.
Das Levelformat von N lässt viele Veränderungen zu, die undokumentierte Programmierfehler oder -ungenauigkeiten zutage fördern, sodass erfahrene Benutzer in selbst erstellten Levels bewusst Fehler einbauen können. Metanet wird dafür kritisiert, zu wenig gegen einen solchen Missbrauch zu tun. Fans erwidern, dass die sich eröffnenden Möglichkeiten das Spielerlebnis intensivieren.
Auch ist der Leveleditor Ned für viele unerfahrene User nur schwer oder gar nicht bedienbar, da kein Laden und Speichern von Leveldateien möglich ist. Mit Version 1.5 soll dies möglich werden.

## Modifikationen und Nachfolger

### NReality
NReality ist eine Modifikation, die auf N 1.4 basiert. Die NReality-Modifikation wurde von einem Mitglied der Community programmiert (Unreality) und bietet verschiedene Neuerungen. So gibt es zum Beispiel neue Gegner und es gibt die Möglichkeit, selbst Modifikationen für das Spiel zu erstellen. Der kleinen Spielfigur kann so zum Beispiel die Körpergröße geändert werden. Außerdem sind in N-Reality 100 weitere Karten und zwei neue Modi enthalten.

### N+
N+ ist ein Jump-’n’-Run-Videospiel für Xbox Live Arcade, Nintendo DS und PlayStation Portable. Das von Slick Entertainment und SilverBirch Studios entwickelte Spiel ist am 20. Februar 2008 für XBLA und am 26. August 2008 für Nintendo DS und PlayStation Portable erschienen. N+ basiert auf dem Flash-Spiel N. Publisher sind Metanet Software und Atari.
Die Xbox-360-Version hat einen Metascore von 83 aus 100 Punkten basierend auf 36 Kritiken.

### N++
N++ ist ein Jump-’n’-Run-Spiel von Metanet Software. N++ ist am 28. Juli 2015 für PlayStation 4, am 25. August 2016 für Windows und Mac OS auf Steam und am 4. Oktober 2017 für Xbox One erschienen. Es basiert auf den Flash-Spielen N und N+.